# Frederick Alt
Frederick Wayne Alt (* 1949; oft verkürzt Fred Alt) ist ein US-amerikanischer Genetiker und Immunologe an der Harvard Medical School und dem Boston Children’s Hospital in Boston, Massachusetts.

## Leben
Alt erwarb an der Brandeis University einen Bachelor und 1977 bei Robert Schimke an der Stanford University einen Ph.D., jeweils in Biologie. Als Postdoktorand arbeitete er bei David Baltimore am Massachusetts Institute of Technology (MIT). Von 1982 bis 1991 hatte er eine Professur an der Columbia University in New York City inne, bevor er nach Harvard wechselte.
Alt ist (Stand 2014) Professor für Kinderheilkunde am Boston Children’s Hospital und Professor für Genetik an der Harvard Medical School. Er ist seit 2010 wissenschaftlicher Direktor des Immune Disease Institute der Harvard Medical School. Seit 1987 forscht Alt zusätzlich für das Howard Hughes Medical Institute (HHMI).

## Wirken
Alt konnte grundlegende Arbeiten zur Aufklärung der Mechanismen der genomischen Rearrangements (Rekombination) bei Zellen des Immunsystems und Krebszellen leisten. Für das Immunsystem gilt dies insbesondere für die Erforschung des Systems der V(D)J-Rekombination bei heranreifenden B-Zellen sowie des Klassenwechsels (CSR, class switch recombination) und der somatische Hypermutation bei reifen B-Zellen.
Weitere Arbeiten befassen sich mit der Rolle von Myc und von nuklearen Onkogenen bei der Tumorgenese, mit der Rolle der Gen-Amplifikation im Zusammenhang mit Drug Resistance (vgl. Multiple Drug Resistance) und Onkogenese sowie mit der genomischen Stabilität bei Mäusen und humanen Krebszellen.

## Auszeichnungen (Auswahl)
- 1994 Mitglied der American Academy of Arts and Sciences[1]
- 1994 Mitglied der National Academy of Sciences[2]
- 1999 Assoziiertes Mitglied der European Molecular Biology Organization[3]
- 2004 Pasarow Foundation Award
- 2009 William B. Coley Award (gemeinsam mit Klaus Rajewsky)[4]
- 2010 Fellow der American Association for the Advancement of Science
- 2012 Kornberg-Berg Award[5]
- 2014 Rosenstiel Award[6]
- 2015 Szent-Györgyi Prize
- 2021 AACR Award for Lifetime Achievement in Cancer Research
- 2023 Paul-Ehrlich-und-Ludwig-Darmstaedter-Preis, gemeinsam mit David G. Schatz[7]

Das Cancer Research Institute in New York vergibt seit 2007 den Frederick W. Alt Award for New Discoveries in Immunology.